# 27 de septiembre
El 27 de septiembre es el 270.º (ducentésimo septuagésimo) día del año en el calendario gregoriano y el 271.º en los años bisiestos. Quedan 95 días para finalizar el año.

## Acontecimientos
- 1066: Guillermo I de Inglaterra y su ejército anclan en la desembocadura del río Somme, empezando la Conquista normanda de Inglaterra.
- 1290: en Hebei (China), un terremoto de magnitud 6,7 en la escala sismológica de Richter deja un saldo de 100 000 muertos. Ver Principales terremotos entre 901 y 1900.
- 1333: en Castilla, el rey Alfonso XI entrega a la ciudad de Burgos la villa de Muñó y su extenso campo conocido con el nombre de Can de Muñó.
- 1529: el Sitio de Viena comienza cuando Suleiman I ataca la ciudad.
- 1540: la Compañía de Jesús (los jesuitas) reciben la autorización del papa Paulo III.
- 1590: en Roma, el papa Urbano VII muere 13 días después de haber sido elegido papa. Es el papado más corto de la historia.
- 1604: en la ciudad de Santafe de Bogotá (en la actual Colombia), el arzobispo Bartolomé Lobo Guerrero funda el Colegio Mayor de San Bartolomé, dándole dicha administración a los padres jesuitas, quienes lo administran hasta el día de hoy. Es el colegio más antiguo de ese país, debido a sus más de 400 años de labor educativa ininterrumpida.
- 1650: en el mar Egeo, a 8 km al noreste de la isla Santorini, el volcán submarino Kolumbo entra en erupción, lanzando flujo piroclástico sobre la costa de la isla, matando a unas 70 personas y a muchos animales. El volcán colapsó dentro de su caldera, generando un tsunami a 150 km a la redonda.[1]
- 1669: en Heraclión (Creta) los invasores venecianos entregan la fortaleza de Candía a los invasores otomanos; terminan así los 21 años del sitio de Candía.
- 1821: en México, el Ejército Trigarante (al mando de Agustín de Iturbide) entra triunfalmente a la Ciudad de México. Se consuma la independencia de México.
- 1822: en Francia, Jean-François Champollion anuncia que ha descifrado la piedra Rosetta.
- 1841: en Pamplona (España), el general Leopoldo O'Donnell encabeza un movimiento contra Baldomero Espartero, cuyo objetivo es colocar de nuevo en el trono a María Cristina de Borbón.
- 1896 (día de san Damián): en los bosques de Sandoá (en el oriente de Paraguay), colonos paraguayos matan a tiros y machetazos a una familia de la etnia aché y secuestran a una niña sobreviviente, Krÿguí (de tres años) ―a la que bautizan Damiana―. El antropólogo neerlandés Hernan F. C. Ten Kate (1859-1931) y el francés Charles de la Hitte la compran y la llevan a Argentina.[2]
- 1902: en la ciudad de San Miguel de Tucumán (Argentina), se funda el Club Atlético Tucumán.
- 1905: el diario científico Annalen der Physik reciben el tratado de Albert Einstein «¿La inercia de un cuerpo depende de su contenido energético?», donde introduce la ecuación E=mc².
- 1908: la primera producción del Modelo T de Ford son construidos en la Planta Piquette en Detroit.
- 1916: Iyasu es derrocado como gobernante de Etiopía en un golpe de Estado en favor de su tía Zauditu.
- 1922: el rey Constantino I de Grecia abdica en favor de su hijo mayor, Jorge II.
- 1923: Se fundó el Club de Regatas Corrientes en la ciudad de Corrientes, Argentina.
- 1927: se funda en Coronel Mom el Club Deportivo y Social Villa Ortiz.
- 1928: en Buenos Aires (Argentina) se crea la línea 59 de colectivos, la primera línea de Latinoamérica.
- 1928: la República de China es reconocida por los Estados Unidos.
- 1936: en el Alcázar de Toledo (España), las tropas de la 5.ª bandera de la Legión Española, al mando del general José Varela, levantan el asedio al Alcázar.
- 1937: se declara extinguido el tigre de Bali.
- 1939: Varsovia, sitiada, se rinde a las tropas alemanas, que capturan unos 160 000 soldados.
- 1940: Japón, Alemania e Italia firman el Pacto del Eje.
- 1942: último día de asalto Matanikau en Guadalcanal: los marines estadounidenses escapan de un ataque de las fuerzas japonesas cerca del río Matanikau.
- 1949: la primera sesión plenaria de la Asamblea Popular Nacional de China aprueba el diseño de la bandera de la República Popular de China.
- 1953: en Brasil se funda la red TV Record.
- 1955: España ―bajo la dictadura franquista― solicita el ingreso en la ONU.
- 1956: el capitán estadounidense Milburn G. Apt se convierte en el primer hombre de la historia en superar la velocidad mach 3 mientras volaba el avión Bell X-2. Poco después, perdió el control de la nave y murió al estrellarse.
- 1957: en la provincia de Córdoba (Argentina), las 62 Organizaciones Peronistas ―creadas el mes anterior en Buenos Aires en el marco de la dictadura militar autodenominada Revolución «Libertadora»― organizan un paro nacional, y lanzan el Programa de La Falda: «Control estatal del comercio exterior, política de alto consumo interno, expropiación de los latifundios, control obrero de la producción, control popular de los precios, solidaridad de la clase trabajadora con las luchas de liberación nacional de los pueblos oprimidos».
- 1960: en México, el presidente Adolfo López Mateos nacionaliza la industria eléctrica.
- 1961: Sierra Leona se une a la ONU.
- 1962: se establece Yemen del Norte.
- 1964: en Washington (Estados Unidos), la Comisión Warren hace público el informe sobre el asesinato de John F. Kennedy, según el cual Lee Harvey Oswald es el único responsable del atentado de Dallas.
- 1967: en el área de pruebas atómicas de Nevada (a unos 100 km al noroeste de la ciudad de Las Vegas), a las 9:00 (hora local), Estados Unidos detona a 667 m bajo tierra su bomba atómica Zaza, de 160 kilotones. Es la bomba n.º 522 de las 1132 que Estados Unidos detonó entre 1945 y 1992.
- 1970: en la Ciudad del Vaticano, el papa Pablo VI declara a santa Teresa de Ávila (doctora honoris causa por la Universidad de Salamanca) como la primera mujer Doctora de la Iglesia.
- 1975: en España, el Gobierno fusila a tres militantes del FRAP (Frente Revolucionario Antifascista y Patriota) y del PCE (m-l) (Partido Comunista de España(Marxista-Leninista)), y a dos militantes de ETA. Son los últimos fusilamientos de la dictadura franquista.
- 1983: en Estados Unidos, Richard Stallman anuncia el desarrollo del sistema operativo GNU.
- 1984: en Madrid, el Congreso español aprueba una Ley orgánica contra terroristas y bandas armadas.
- 1986: en Kronoberg (Suecia) muere en un accidente de autobús Cliff Burton (24), bajista de la banda de metal Metallica.
- 1988: en la provincia de Málaga (España), Torremolinos se segrega de Málaga y se constituye como municipio.
- 1989: en Vorónezh, Unión Soviética. La prensa informa que en la ciudad habrían aterrizado unos extraterrestres. A esto se le conoció como El incidente Vorónezh.
- 1994: el cantante puertorriqueño Chayanne, lanza al mercado su séptimo álbum de estudio y único álbum de versiones, titulado Influencias.
- 1996: en Afganistán, los talibanes toman Kabul.
- 1998: en Estados Unidos empieza a funcionar en Internet el motor de búsqueda de Google.
- 2000: en el Congreso de los Diputados, en Madrid (España), familiares de 254 víctimas del terrorismo reciben un reconocimiento civil.
- 2003: en el puerto espacial de Kourou (Guayana Francesa) la Agencia Espacial Europea lanza la sonda lunar SMART-1.
- 2004: la banda alemana Rammstein lanza su cuarto disco de estudio, titulado Reise, Reise.
- 2005: el cantante puertorriqueño Chayanne, lanza al mercado su 12° álbum de estudio, titulado Cautivo.
- 2007: desde Estados Unidos, la NASA lanza la sonda Dawn para explorar el asteroide Vesta y el planeta enano Ceres.
- 2008: Zhai Zhigang se convierte en el primer chino que realiza un paseo espacial mientras pilota el Shenzhou 7.
- 2009: El cuarteto de nos Lanza al mercado su 12.º álbum de estudio, Bipolar.
- 2011: el minúsculo cometa Elenín se alinea con la Tierra y el Sol, sin causar los acontecimientos predichos por los astrólogos.
- 2012: en Brasil, la compañía de fabricación de autobuses Busscar se va a la quiebra y deja de operar.
- 2019: en Nicaragua, deja de circular El Nuevo Diario después de 39 años debido a la crisis sociopolítica que enfrenta el país desde abril de 2018.
- 2020: Segunda guerra del Alto Karabaj: Azerbaiyán lanza una ofensiva contra la autoproclamada República de Artsaj en la región de Alto Karabaj, habitada predominantemente por armenios étnicos.

## Nacimientos
- 823: Ermentrudis de Orleans (f. 869).
- 1271: Wenceslao II, rey bohemio (f. 1305).
- 1275: Juan II de Brabante (f. 1312).
- 1389: Cosme de Médicis, político y banquero italiano (f. 1464).
- 1601: Luis XIII, rey francés entre 1610 y 1643 (f. 1643).

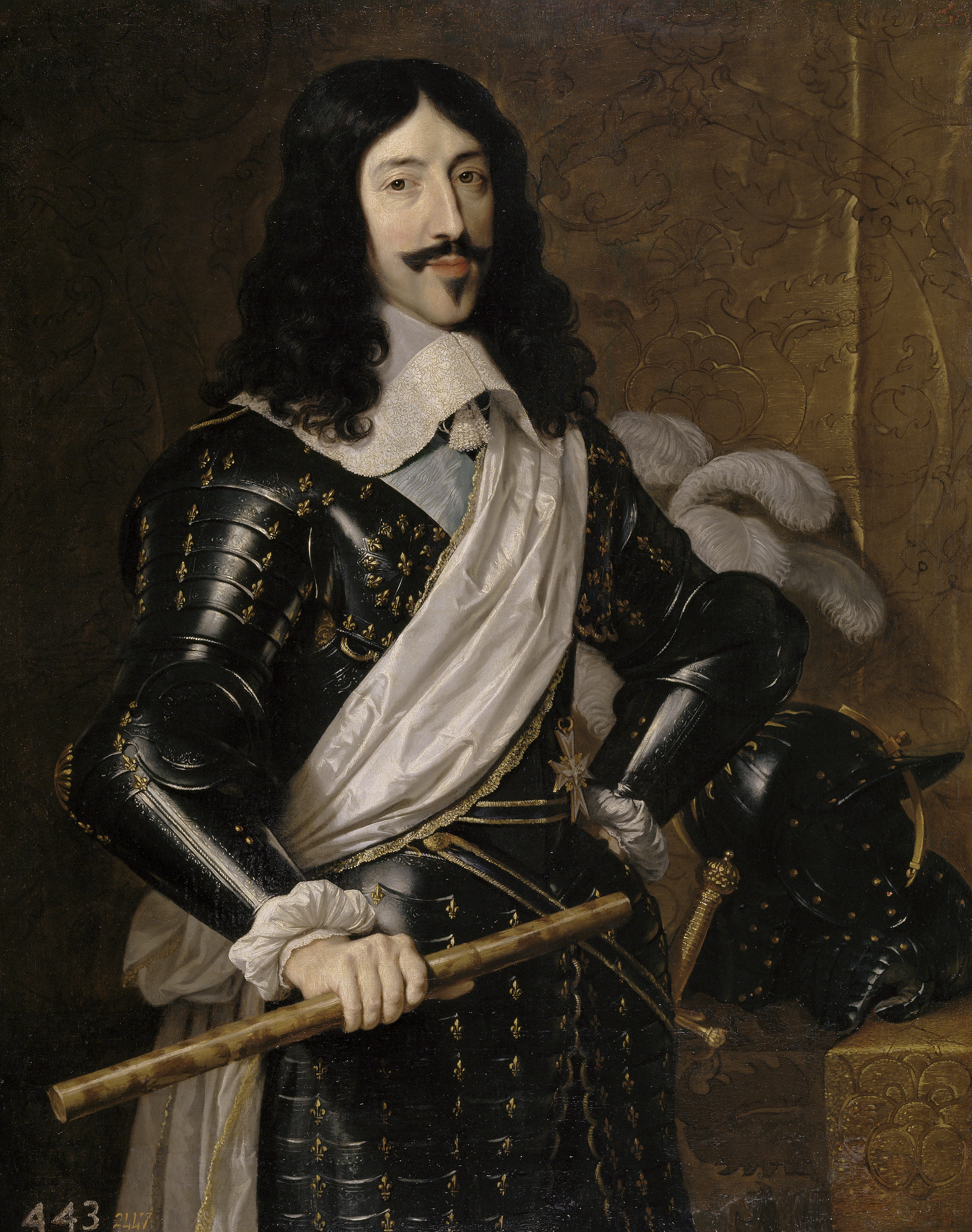
Luis XIII de Francia.

- 1627: Jacques Bénigne Bossuet, clérigo, predicador e intelectual francés (f. 1704).
- 1657: Sofía Alekséyevna Románova, aristócrata rusa, regente entre 1682 y 1689 (f. 1704).
- 1696: Alfonso de Ligorio, religioso italiano y santo católico (f. 1787).
- 1719: Abraham Gotthelf Kastner, matemático alemán (f. 1800).
- 1722: Samuel Adams, político y revolucionario estadounidense (f. 1803).
- 1724: Luisa de Gran Bretaña, reina consorte de Dinamarca y Noruega (f. 1751).
- 1761: Cosme Damián Churruca, marino español (f. 1805).
- 1777: Simón de Rojas, botánico español (f. 1827).

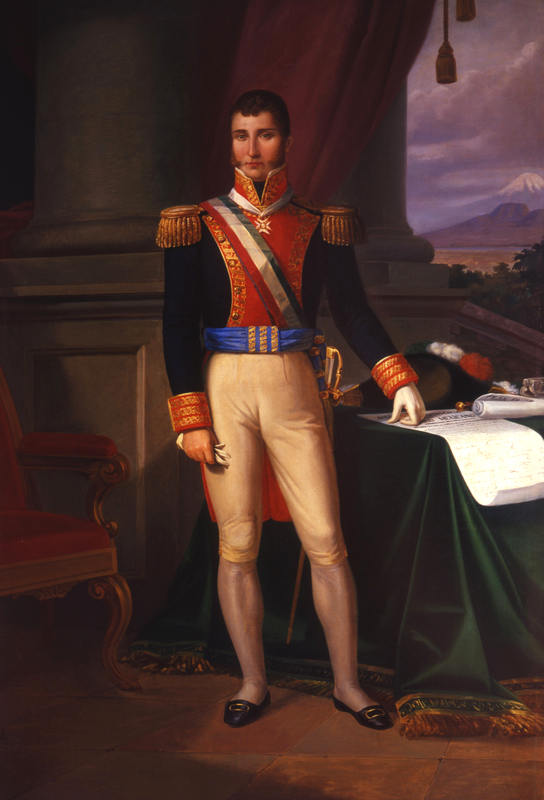
Agustín de Iturbide.

- 1783: Agustín de Iturbide, primer emperador mexicano (f. 1824).
- 1805: George Müller, predicador y misionero británico (f. 1898).
- 1808: Jacinto Gutiérrez, político venezolano (f. 1884).
- 1818: Adolph Wilhelm Hermann Kolbe, químico alemán (f. 1884).
- 1821: Henri Fréderic Amiel, escritor suizo (f. 1881).
- 1824: Benjamin Apthorp Gould, astrónomo estadounidense (f. 1896).
- 1826: Armand David, sacerdote francés (f. 1900).
- 1827: Hermann Adolf Wollenhaupt, pianista y compositor alemán (f. 1863).
- 1840: Alfred Thayer Mahan, historiador y militar estadounidense (f. 1914).
- 1840: Thomas Nast, caricaturista germano-estadounidense (f. 1902).
- 1862: Louis Botha, militar y político sudafricano (f. 1919).
- 1862: Miguel Ángel de Quevedo, ingeniero e investigador mexicano (f. 1946).
- 1864: Andrej Hlinka, sacerdote y político eslovaco (f. 1938).

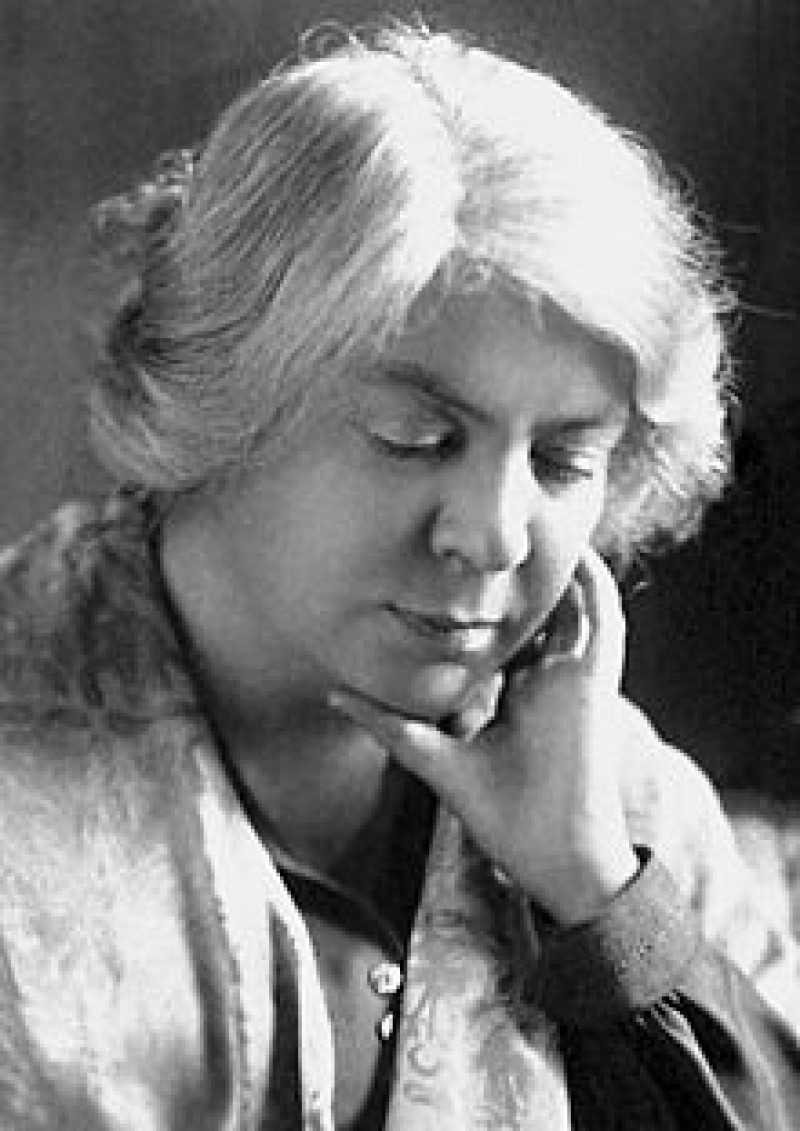
Grazia Deledda.

- 1871: Grazia Deledda, escritora italiana, premio Nobel de Literatura en 1926 (f. 1936).
- 1871: Víctor Pérez Petit, escritor uruguayo (f. 1947).
- 1875: Adolfo Bonilla, filósofo español (f. 1926).
- 1875: Cléo de Mérode, bailarina belga (f. 1966).
- 1879: Hans Hahn, matemático austríaco (f. 1934).
- 1879: Frederick Schule, atleta estadounidense (f. 1962).
- 1879: Cyril Meir Scott, compositor británico (f. 1970).
- 1894: Lothar von Richthofen, piloto alemán (f. 1922).
- 1900: Iván Chistiakov, militar soviético (f. 1979)
- 1903: Lev Vladímirski, almirante soviético (f. 1973).
- 1903: Vera Jorúzhaya, partisana soviética (f. 1942).
- 1904: Edvard Kocbek, poeta y político esloveno (f. 1981).
- 1906: William Empson, poeta británico (f. 1984).
- 1906: Jim Thompson, escritor estadounidense (f. 1977).
- 1907: Raúl Silva Henríquez, cardenal chileno (f. 1999).
- 1911: José Castillo Tielemans, político mexicano (f. 2000).
- 1913: Albert Ellis, psicólogo estadounidense (f. 2007).
- 1913: Margery Mason, actriz británica.(f. 2014).
- 1913: José Solís, político y ministro español (f. 1990).
- 1916: Sámej Izhar, escritor israelí (f. 2006).
- 1917: Louis Auchincloss, novelista estadounidense (f. 2010).
- 1917: William T. Orr, actor estadounidense (f. 2002).
- 1918: Martin Ryle, astrónomo británico, premio Nobel de Física en 1974 (f. 1984).
- 1919: James H. Wilkinson, matemático británico (f. 1986).

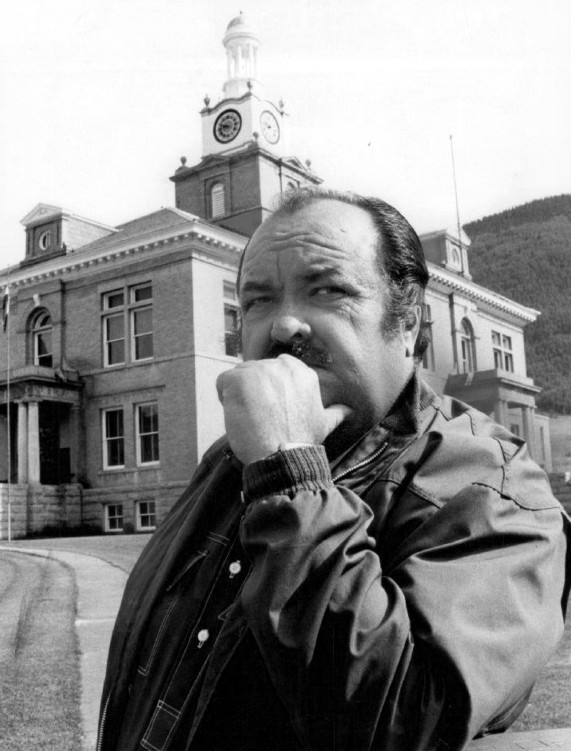
William Conrad.

- 1920: William Conrad, actor estadounidense (f. 1994).
- 1921: Rudolf Kügler, escultor alemán.(f. 2013).
- 1921: Miklós Jancsó, cineasta húngaro (f. 2014).
- 1922: Arthur Penn, cineasta estadounidense (f. 2010).
- 1923: Eugenio Marcano, investigador y naturalista dominicano.(f. 2003).
- 1923: Cavernario Galíndo, luchador profesional mexicano (f. 1999).
- 1924: Bud Powell, músico estadounidense de jazz (f. 1966).
- 1924: Josef Škvorecký, publicista y escritor canadiense (f. 2012).
- 1925: Robert Edwards, biólogo y fisiólogo británico, premio nobel de medicina en 2010 (f. 2013).
- 1927: Romano Scarpa, dibujante italiano (f. 2005).
- 1927: Lilian Valmar, actriz argentina (f. 2013).
- 1928: Lily Sullos, astróloga argentina nacida en Hungría (f. 2013).
- 1929: Txillardegi, político abertzale vasco (f. 2012).
- 1930: Alan Shugart, inventor estadounidense (f. 2006).
- 1931: Freddy Quinn, cantante y actor austriaco.
- 1932: Roger C. Carmel, actor estadounidense (f. 1986).
- 1932: Yash Chopra, cineasta indio (f. 2012).
- 1932: Oliver E. Williamson, economista estadounidense (f. 2020).
- 1933: Julio César Guerra Tulena, médico y político colombiano (f. 2022).
- 1933: Greg Morris, actor estadounidense (f. 1996).
- 1933: Will Sampson, actor estadounidense (f. 1987).
- 1934: Wilford Brimley, actor estadounidense (f. 2020).
- 1934: Dick Schaap, locutor estadounidense (f. 2001).
- 1935: Joyce Johnson, escritora estadounidense.
- 1935: Sergio Ramos Gutiérrez, actor mexicano (f. 2004).
- 1935: José María Vilches, actor español (f. 1984).
- 1936: Don Cornelius, productor de televisión estadounidense (f. 2012).
- 1936: Sancho Gracia, actor español (f. 2012).
- 1937: Vasyl Durdynets, político y primer ministro ucraniano.
- 1937: José Sacristán, actor español.
- 1939: Kathy Whitworth, golfista estadounidense (f. 2022).
- 1940: Mishal Al-Ahmad Al-Jaber Al-Sabah, noble kuwaití, emir de Kuwait desde 2023.
- 1941: Peter Bonetti, futbolista británico (f. 2020).
- 1942: Dith Pran, fotógrafo y periodista camboyano (f. 2008).
- 1943: Amadeo III de Saboya-Aosta, político italiano.
- 1944: Angélica María, actriz y cantante mexicana.
- 1945: Kay Ryan, poeta estadounidense.
- 1946: Nicos Anastasiades, político chipriota, presidente de Chipre entre 2013 y 2023.
- 1946: Jaime Estévez, economista chileno.
- 1947: Dick Advocaat, entrenador neerlandés de fútbol.

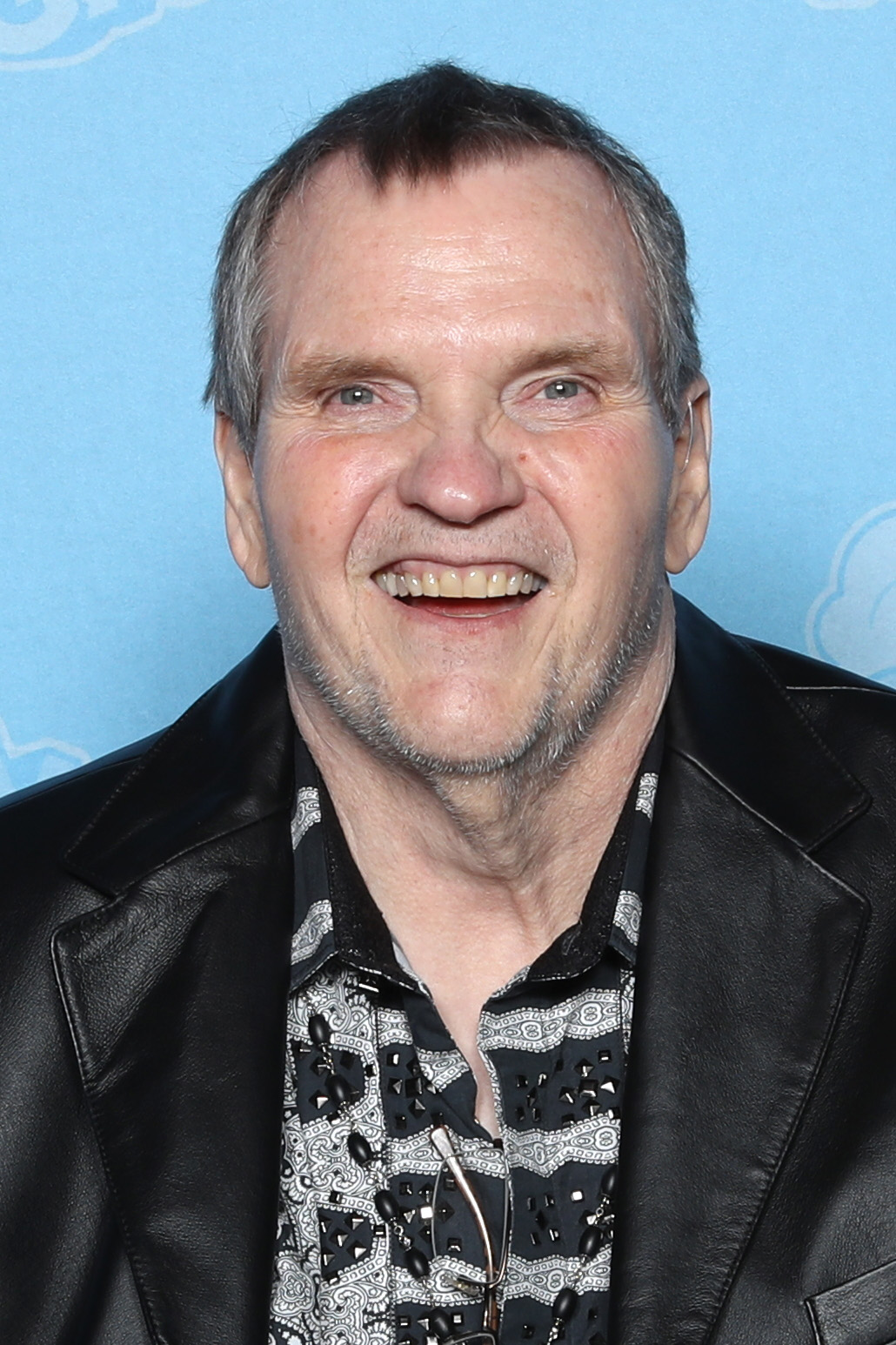
Meat Loaf.

- 1947: Meat Loaf, cantante y actor estadounidense (f. 2022).
- 1947: Liz Torres, actriz y cantante estadounidense.
- 1949: Mike Schmidt, beisbolista estadounidense.
- 1949: Jahn Teigen, compositor y guitarrista noruego.
- 1950: Héctor Scotta, futbolista argentino.
- 1950: Cary-Hiroyuki Tagawa, actor japonés.
- 1950: Vanessa Show, actriz, cantante, transformista, diseñadora, escritora y vedette argentina (f. 2023).
- 1951: Jaime Lissavetzky, político español.
- 1951: Jim Shooter, historietista estadounidense.

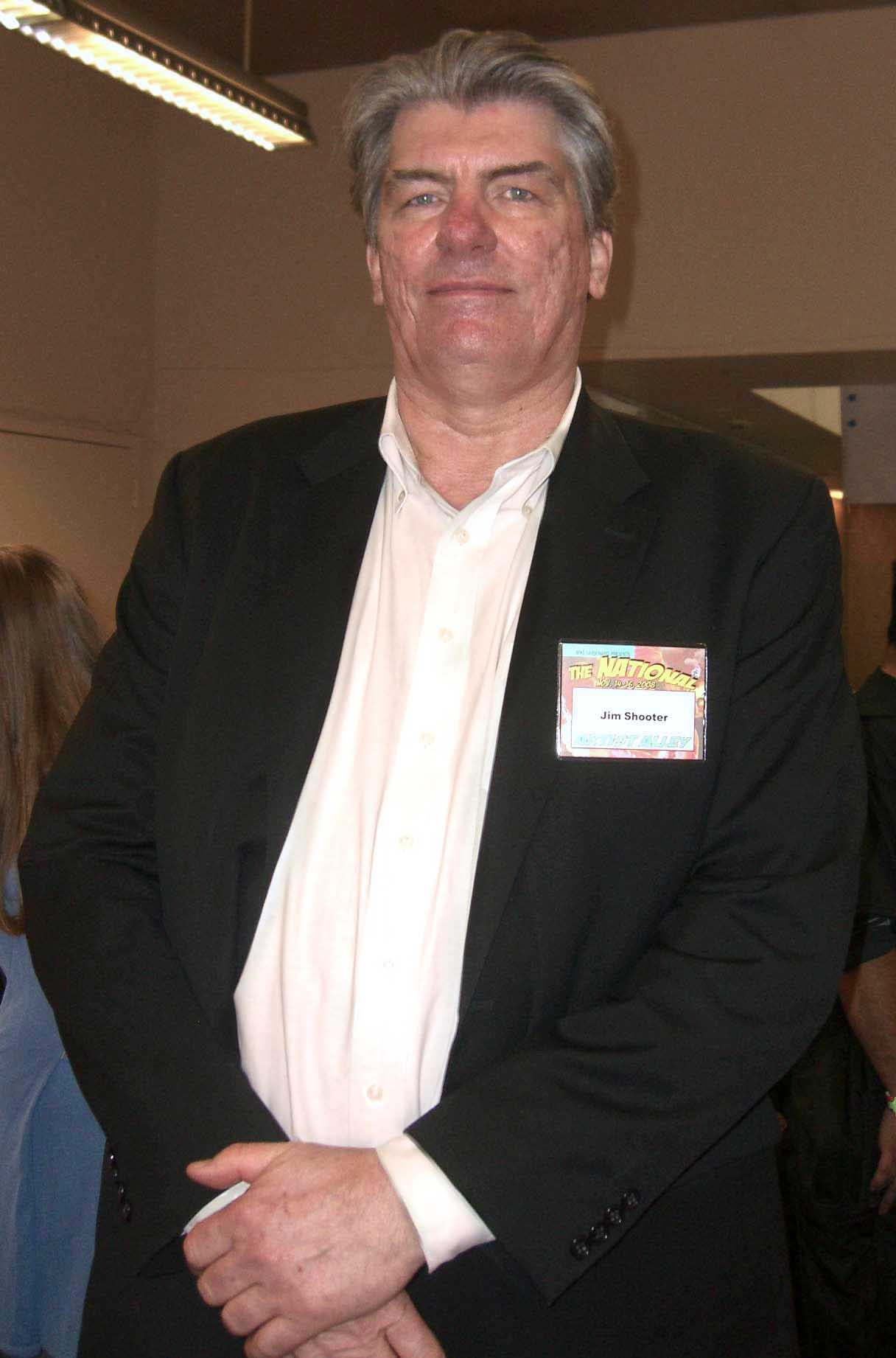
Jim Shooter.

- 1953: Mata Amritanandamayi, mística y líder hinduista india.
- 1953: Claudio Gentile, futbolista italiano.
- 1953: Greg Ham, músico australiano, de la banda Men at Work (f. 2012).
- 1953: Robbie Shakespeare, bajista jamaiquino, de la banda Sly and Robbie.

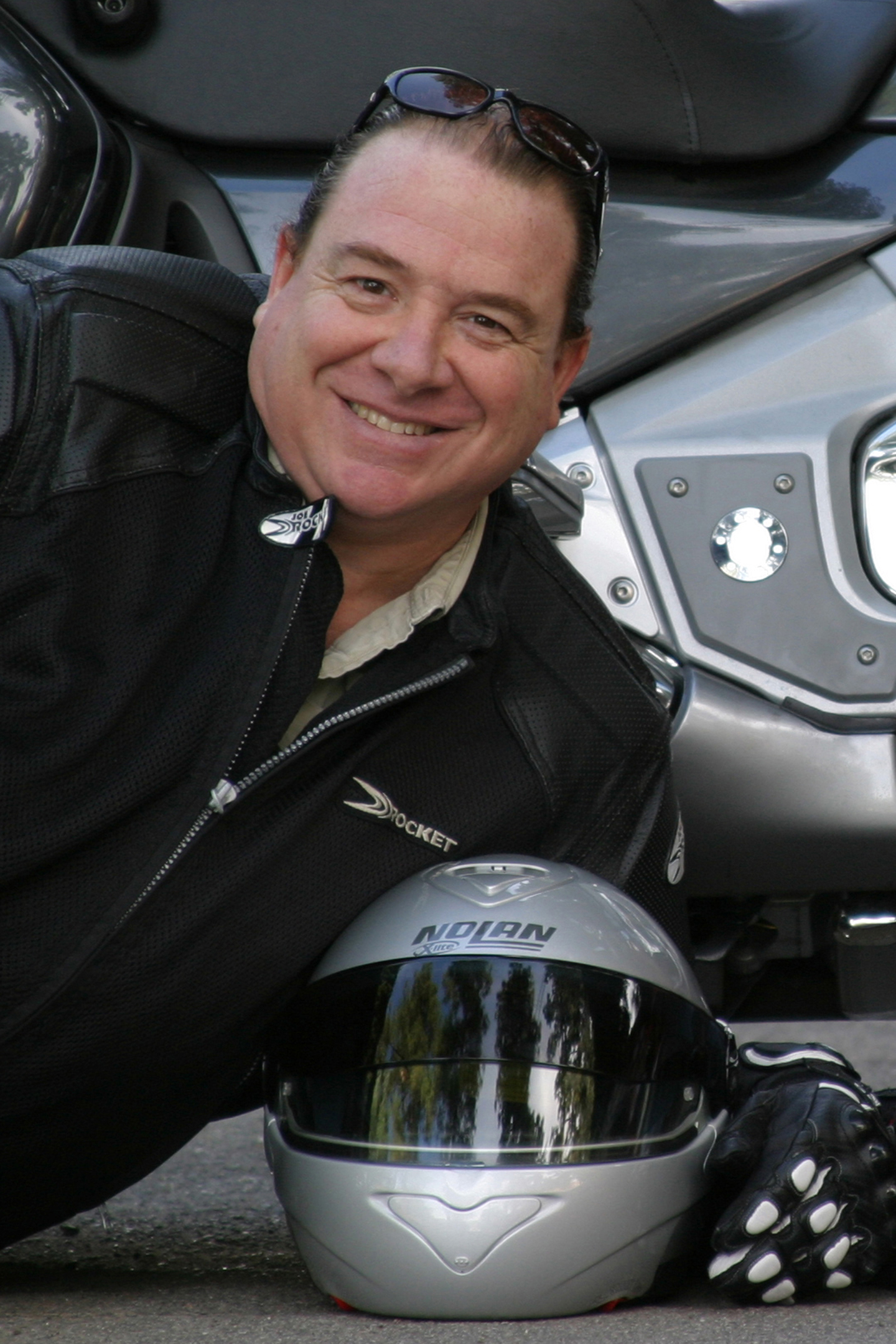
Emilio Scotto.

- 1954: Emilio Scotto, aventurero y motorista argentino, Guinness World Record por “El viaje en motocicleta más largo del mundo”.
- 1955: Santos Domínguez, poeta español.
- 1957: Katja Alemann, actriz argentina.
- 1957: Peter Sellars, director de teatro estadounidense.
- 1957: Tino Lettieri, futbolista italo-canadiense.
- 1958: Neiel Adams, yudoca británico.
- 1958: Quique Setién, futbolista y entrenador español.
- 1958: Carmen Cerdeira, política española (f. 2007).
- 1958: Irvine Welsh, escritor escocés.
- 1959: Julio Menchaca Salazar, político mexicano.
- 1960: María Celeste Arrarás, periodista puertorriqueña.
- 1960: Christopher Cousins, actor estadounidense.
- 1961: Andy Lau, cantante y actor hongkonés.
- 1961: Marcos Arturo Beltrán-Leyva, narcotraficante mexicano (f. 2009).
- 1964: Stephan Elliott, cineasta australiano.
- 1965: Steve Kerr, baloncestista estadounidense.
- 1965: Peter MacKay, político canadiense.
- 1966: Jovanotti, cantautor italiano.
- 1966: Stephanie Wilson, ingeniero y astronauta estadounidense.
- 1967: Martha Debayle, locutora, presentadora y empresaria mexicana de origen nicaragüense.
- 1968: Mari Kiviniemi, político finlandés.
- 1968: Víctor Manuelle, cantante y salsero puertorriqueño.
- 1969: Sofía Milos, actriz estadounidense.
- 1970: Yoshiharu Habu, ajedrecista japonés.
- 1970: Tamara Taylor, actriz canadiense.
- 1972: Ángel Casero, ciclista español.
- 1972: Gwyneth Paltrow, actriz estadounidense.

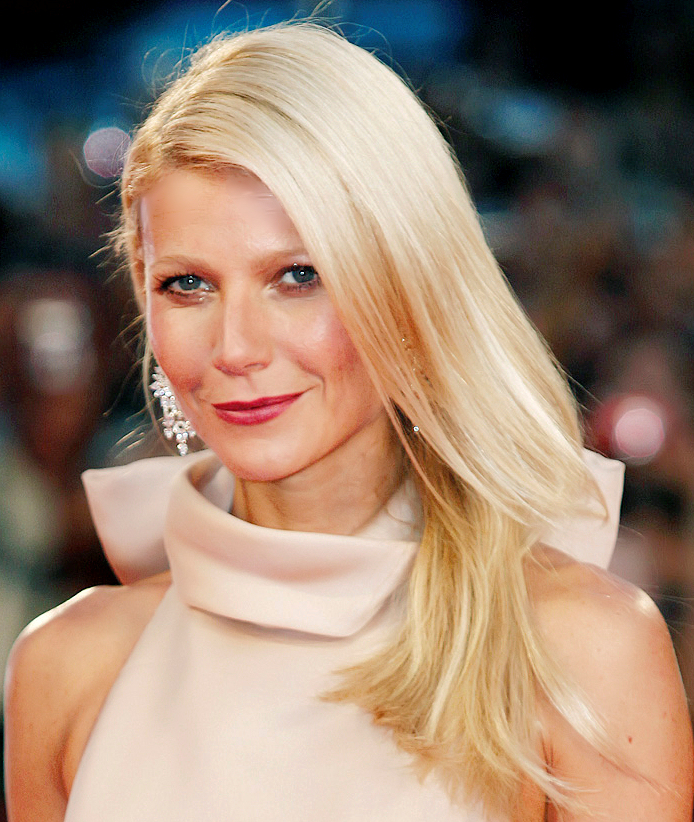
Gwyneth Paltrow.

- 1972: Lhasa de Sela, cantante y música mexicano-estadounidense (f. 2010).
- 1973: Vratislav Lokvenc, futbolista checo.
- 1973: Indira Varma, actriz británica.
- 1974: Carrie Brownstein, músico, actriz, escritora y comediante estadounidense.
- 1974: Pedro Horrillo, ciclista español.
- 1974: Justine Lévy, escritora francesa.
- 1976: Matt Harding, programador de videojuegos estadounidense.
- 1976: Francesco Totti, futbolista italiano.
- 1977: Adriana Tono, presentadora, periodista y modelo colombiana, que además ha incursionado como cantante.
- 1977: Michael C. Maronna, actor estadounidense.
- 1978: Ani Lorak, actriz y cantante ucraniana.
- 1978: Mihaela Ursuleasa, pianista rumana (f. 2012).
- 1980: Asashōryū Akinori, luchador mongol de sumo.
- 1981: Cytherea, actriz porno estadounidense.
- 1982: Anna Camp, actriz estadounidense.
- 1982: Fabián Estoyanoff, futbolista uruguayo.
- 1982: Lucas Matthysse, boxeador argentino.
- 1982: Markus Rosenberg, futbolista sueco.
- 1982: Lil Wayne, MC y rapero estadounidense.
- 1982: Darrent Williams, jugador estadounidense de fútbol americano (f. 2007).
- 1984: John Lannan, beisbolista estadounidense.
- 1984: Avril Lavigne, cantante y actriz canadiense.

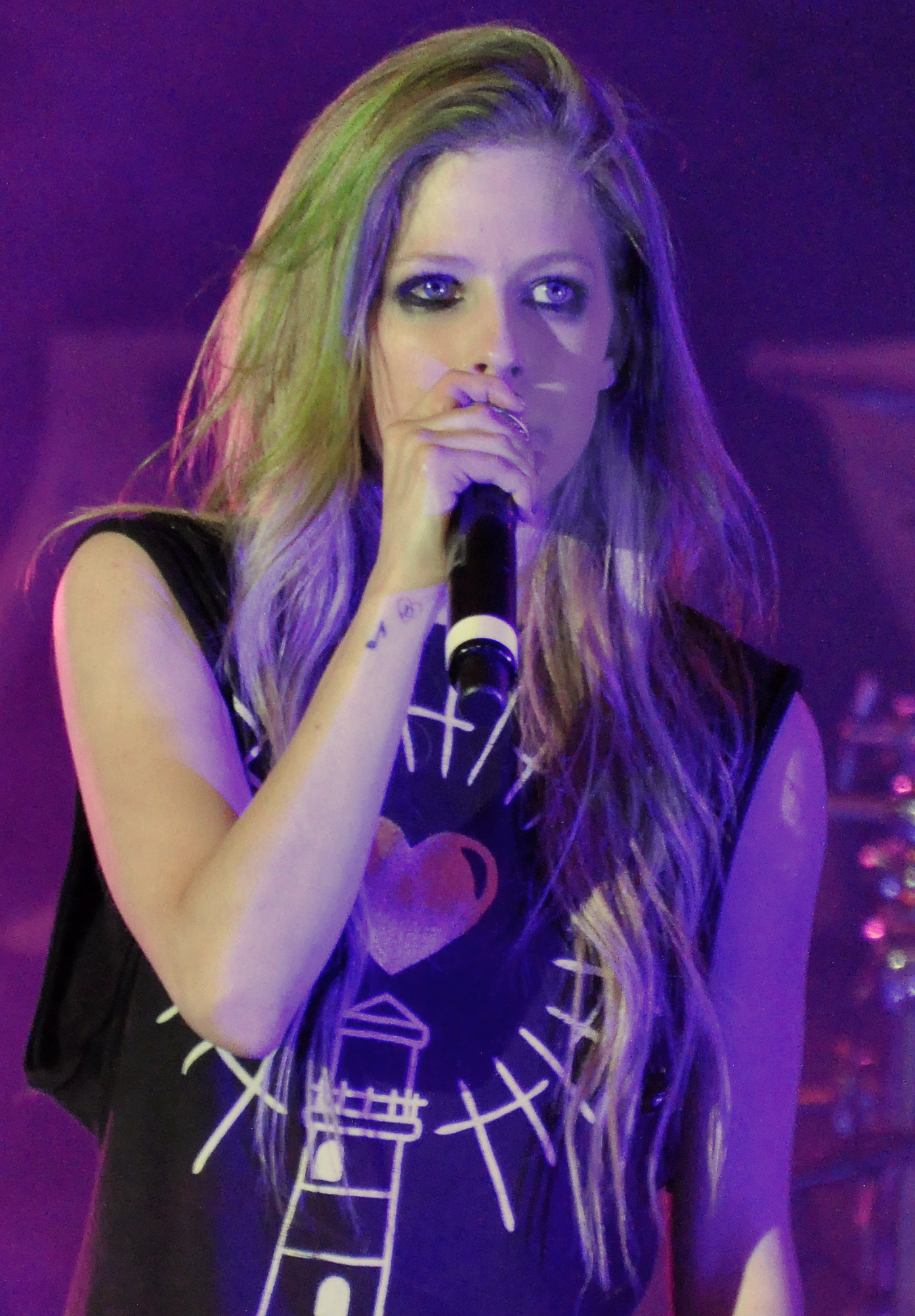
Avril Lavigne.

- 1984: Dalibor Stevanovič, futbolista esloveno.
- 1985: Daniel Pudil, futbolista checo.
- 1986: Benjamin Hockin, nadador paraguayo.
- 1987: Ádám Bogdán, futbolista húngaro.
- 1987: Austin Carlile, cantante estadounidense, de la banda Of Mice & Men.
- 1987: Olga Puchkova, tenista rusa.
- 1988: Nico Terol, motociclista español.
- 1989: Álex Perea, actor mexicano.
- 1990: Mitski, cantante y compositora de nacionalidad estadounidense de ascendencia japonesa.
- 1990: Dainis Krištopāns, balonmanista letón.
- 1991: Simona Halep, tenista rumana.
- 1991: Thomas Mann, actor estadounidense.
- 1992: Jake Burbage, actor estadounidense.
- 1992: Luc Castaignos, futbolista neerlandés.
- 1992: Gabriel Vasconcelos Ferreira, futbolista brasileño.
- 1992: Sabine Winter, jugadora alemana de tenis de mesa.
- 1992: Granit Xhaka, futbolista suizo.
- 1993: Lisandro Magallán, futbolista argentino.
- 1993: Mónica Puig, tenista puertorriqueña.
- 1994: Cindy Bruna, modelo francesa.
- 1995: Kwon Eunbi, cantante surcoreana.
- 1995: Lina Leandersson, actriz sueca.
- 1997: Agustín Sant'Anna, futbolista uruguayo.
- 1997: José Mario Pinto, futbolista hondureño.
- 1997: Dimitri Oberlin, futbolista camerunés-suizo.
- 1997: Marcus Burk, baloncestista estadounidense.
- 1997: Søren Maretti, piragüista danés.
- 1997: Eleonora Marchiando, atleta italiana.
- 2002: Jenna Ortega, actriz estadounidense.

## Fallecimientos
- 1249: Raimundo VII de Tolosa, aristócrata francés (n. 1197).
- 1557: Go-Nara, emperador japonés (n. 1320).
- 1590: Urbano VII, papa de la Iglesia católica en 1590 (n. 1521).

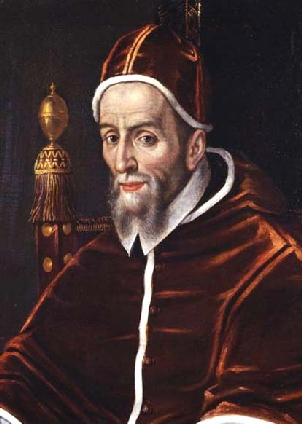
Urbano VII.

- 1615: Arbella Stuart, mujer inglesa, esposa del duque William Seymour (n. 1575).
- 1651: Maximiliano I, duque y elector de Baviera, aristócrata alemán (n. 1573).
- 1660: Vicente de Paul, religioso y santo francés (n. 1581).
- 1700: Inocencio XII, papa italiano (n. 1615).
- 1760: María Amalia de Sajonia, reina consorte española (n. 1724).
- 1783: Étienne Bézout, matemático francés (n. 1730)
- 1803: Salvador Fidalgo, marino español del siglo XVIII (n. 1756).
- 1832: Karl Christian Friedrich Krause, filósofo alemán (n. 1781).
- 1833: Ram Mohan Roy, filósofo ateo indio (n. 1772).
- 1838: Bernard Courtois, químico francés (n. 1777).
- 1876: Braxton Bragg, general confederado estadounidense (n. 1817).
- 1891: Iván Goncharov, novelista ruso (n. 1812).
- 1907: Sergio Camargo, fue un abogado, político, militar y diplomático colombiano. (n. 1832).
- 1907: Fermín Salvochea, anarquista español (n. 1842).
- 1910: Jorge Chávez, aviador peruano, primero en sobrevivir el vuelo sobre los Alpes (n. 1887).
- 1915: Remy de Gourmont, poeta francés (n. 1858).
- 1917: Edgar Degas, pintor y escultor francés (n. 1834).

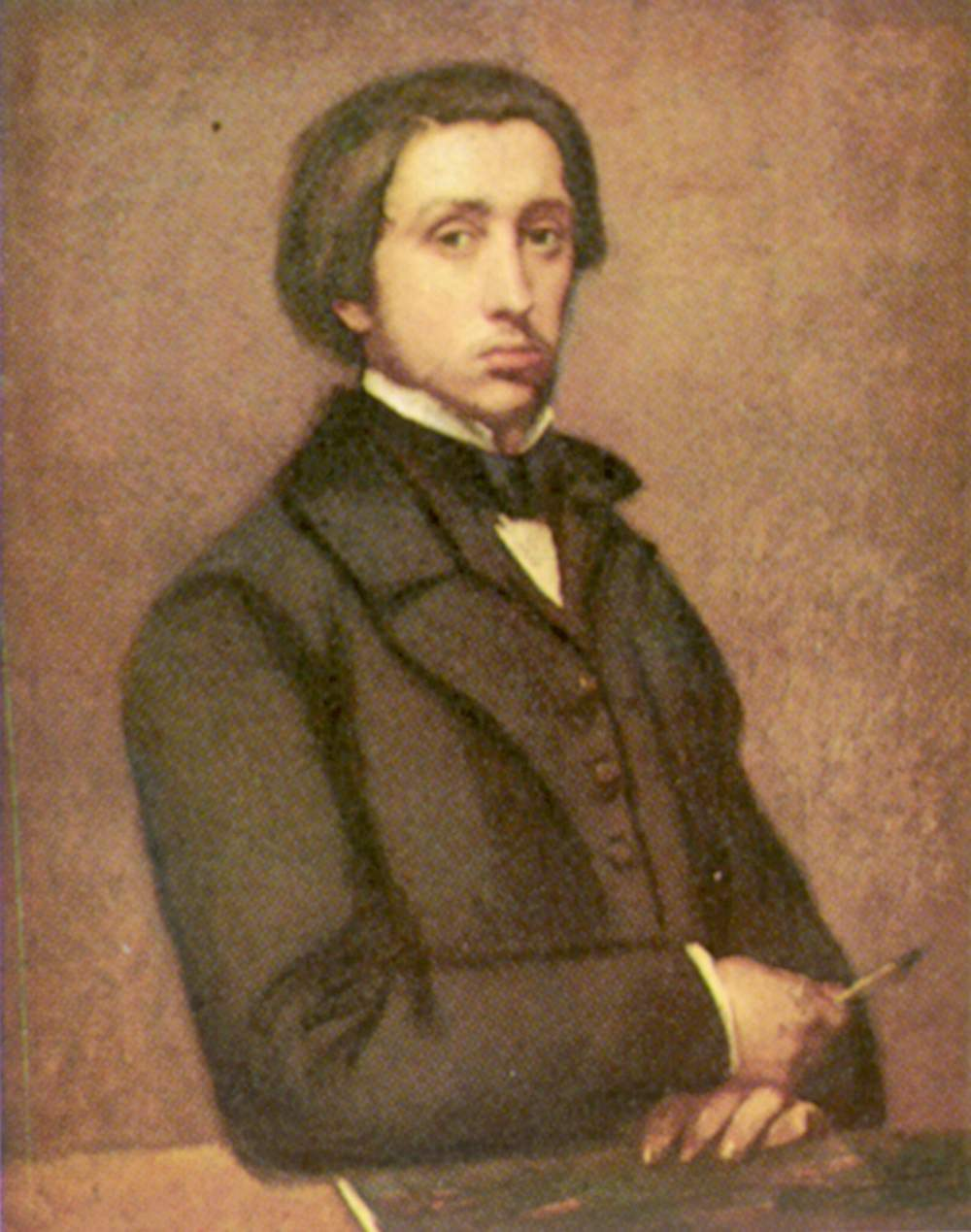
Edgar Degas.

- 1921: Engelbert Humperdinck, compositor alemán (n. 1854).
- 1940: Julián Besteiro, político español (n. 1870).
- 1940: Julius Wagner-Jauregg, médico austriaco, premio Nobel de Medicina en 1927 (n. 1857).
- 1944: Arístides Maillol, escultor francés (n. 1861).
- 1944: Aimee Semple McPherson, evangelista estadounidense (n. 1890).
- 1947: José Fernández Nonídez, genetista español (n. 1891).
- 1952: Rafael Benjumea y Burín, político e ingeniero español (n. 1876).
- 1956: Gerald Finzi, compositor británico (n. 1901).
- 1956: Babe Didrikson Zaharias, golfista estadounidense (n. 1911).
- 1960: Raúl Porras Barrenechea, historiador y diplomático peruano (n. 1897).
- 1960: Sylvia Pankhurst, activista, sufragista, pacifista internacionalista (n. 1882).

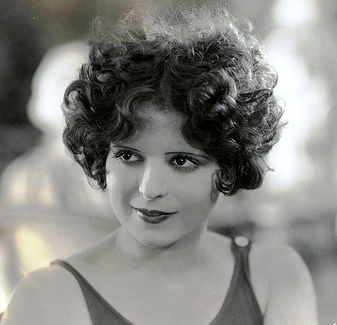
Clara Bow.

- 1965: Clara Bow, actriz estadounidense (n. 1905).
- 1967: Félix Yusúpov, aristócrata ruso (n. 1887).
- 1972: Ranganathan, matemático indio (n. 1892).
- 1974: Silvio Frondizi, abogado argentino (n. 1907).
- 1976: Ovidio Hernández, músico mexicano, de la banda Los Panchos (n. 1933).Ovidio Hernández

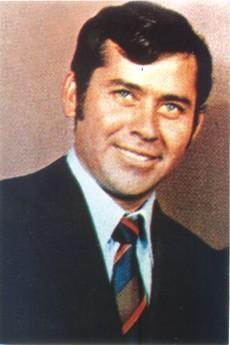
Ovidio Hernández

- 1979: Gracie Fields, actriz y cantante británica (n. 1898).
- 1979: Jimmy McCulloch, compositor y guitarrista escocés, de la banda Wings (n. 1953).
- 1981: Durval Marcondes, psiquiatra brasileño (n. 1899).
- 1981: Robert Montgomery, actor estadounidense (n. 1904).
- 1985: Lloyd Nolan, actor estadounidense (n. 1902).
- 1985: Nikolái Gulayev, aviador militar soviético, uno de los principales ases de la aviación durante la Segunda Guerra Mundial (n. 1918)
- 1986: Cliff Burton, bajista estadounidense, de la banda Metallica (n. 1962).
- 1991: Oona O'Neill, esposa británica de Charlie Chaplin (n. 1926).
- 1993: James H. Doolittle, general estadounidense, famoso por dirigir la Incursión Doolittle (n. 1896).
- 1994: Carlos Lleras Restrepo, político y gobernante colombiano (n. 1908).
- 1996: Mohammad Najibulá, expresidente afgano (n. 1947).
- 1996: Ciriaco Duarte, anarcosindicalista paraguayo (n. 1908).
- 1999: Manuel Bustos, sindicalista y político chileno (n. 1943).
- 2000: Cuchi Leguizamón, compositor argentino (n. 1917).
- 2003: Nicolás Elías Mendoza,fue un acordeonero colombiano de vallenato conocido como "Colacho" Mendoza" (n. 1936).
- 2003: Donald O'Connor, actor, cantante y bailarín estadounidense (n. 1925).

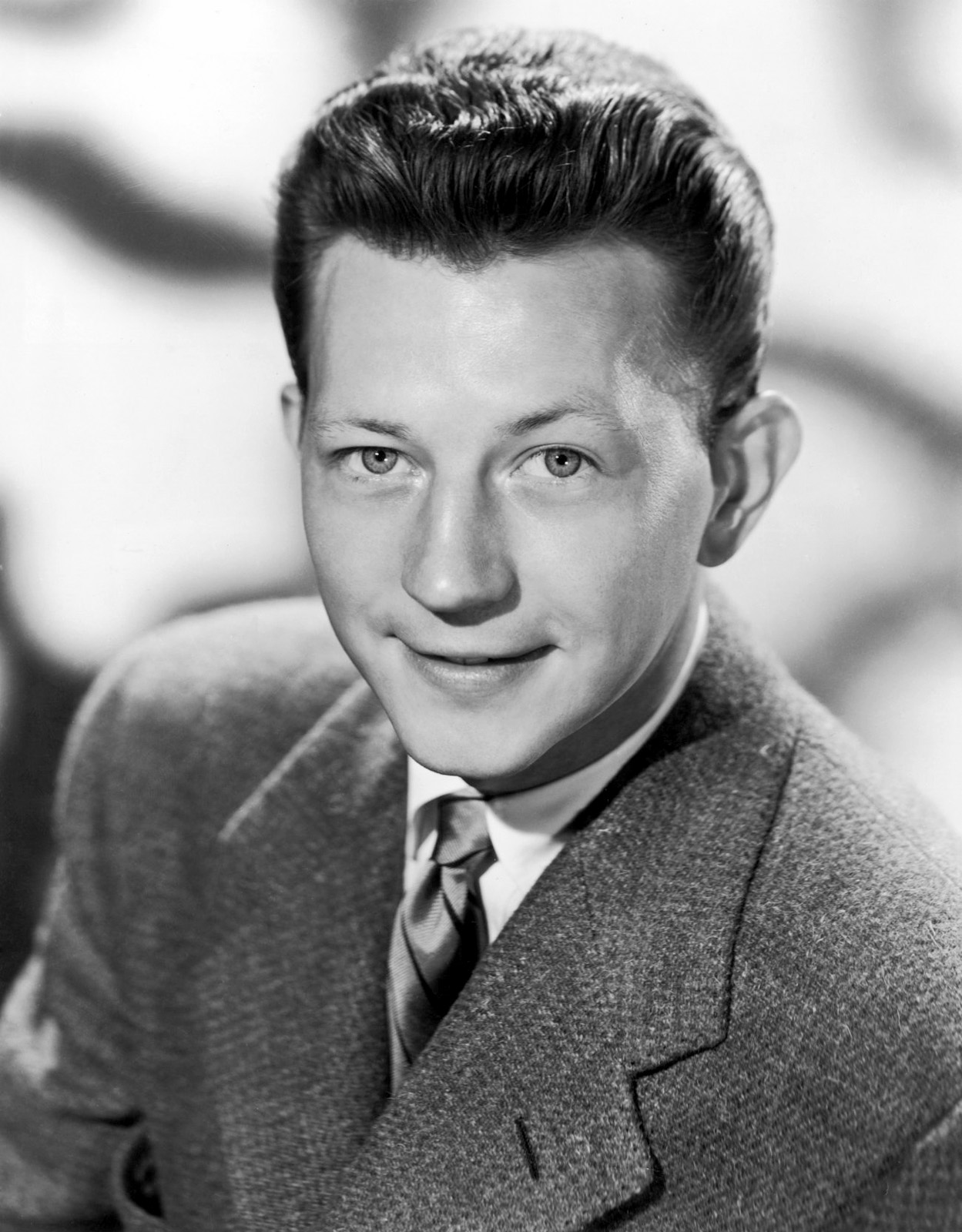
Donald O'Connor.

- 2005: Ronald Golias, actor y cómico brasileño (n. 1929).
- 2007: Kenji Nagai, fotoperiodista japonés (n. 1957).
- 2008: Mahendra Kapoor, cantante indio (n. 1934).
- 2008: Mario Maya, bailaor y coreógrafo español (n. 1937).
- 2008: Paul Newman, actor y cineasta estadounidense (n. 1925).
- 2010: Sally Menke, editora de cine estadounidense (n. 1953).
- 2010: Buddy Morrow, director de orquesta y trombonista estadounidense de jazz (n. 1919).
- 2011: Hugo Giménez Agüero, cantautor argentino (n. 1944).
- 2011: Wilson Greatbatch, ingeniero e inventor estadounidense (n. 1919).
- 2012: Aleksandr Gorelik, patinador ruso (n. 1945).
- 2012: Herbert Lom, actor británico (n. 1917).
- 2012: Ted Boy Marino, luchador y actor italo-brasileño (n. 1939).
- 2012: John Silber, académico estadounidense (n. 1926).
- 2012: Frank Wilson, músico estadounidense (n. 1940).
- 2014: Sarah Danielle Madison, actriz estadounidense (n. 1974).
- 2017: Hugh Hefner, empresario estadounidense (n. 1926).
- 2017: Hiromi Hayakawa, actriz y cantante méxico-japonesa (n. 1982).
- 2018: Marty Balin, cantante estadounidense (n. 1942).
- 2019: Luis Ospina, director, guionista y productor de cine colombiano. (n. 1949).
- 2019: Guillermo Perry Rubio, economista y político colombiano. (n. 1945).
- 2022: Anne van der Bijl, misionero neerlandés (n. 1928).
- 2023: Michael Gambon, actor irlandés-británico (n. 1940).
- 2024: Muriel Furrer, ciclista suiza (n. 2006).
- 2024: Maggie Smith, actriz británica de teatro, televisión y cine (n. 1934)
- 2024: Hasán Nasralá, clérigo libanés y líder paramilitar de Hezbolá (n. 1960).

## Celebraciones
- Día Mundial del Turismo. Instituido en 1980 por la Organización Mundial del Turismo (OMT) para concientizar sobre el valor social, cultural, político y económico de esa actividad.
- Día Europeo del Donante de Médula Ósea.[3]

 Por países
(Por orden alfabético)
- Argentina:
  - Día de la Conciencia Ambiental.
  - Día Nacional de los Derechos de Niños y Adolescentes.[4]En conmemoración de la sanción de la Ley N° 23.849 que aprobó en el derecho interno la Convención sobre los Derechos del Niño y sentó las bases del sistema de protección integral de derechos de la niñez y la adolescencia en el país.
    -  Mendoza: 
      - Día Provincial del Acogimiento Familiar.[5]En concordancia con la sanción de la Ley Nacional Nº 26061/05 de "Protección de Derechos de Niños, Niñas y Adolescentes".

    -  Misiones: 
      - Aniversario de Concepción de la Sierra.[6]
Refundación: 27 de septiembre de 1877 (hace ya 147 años, 10 meses y 4 días).
      - Aniversario de Corpus Christi.[7]
Refundación: 27 de septiembre de 1877 (hace ya 147 años, 10 meses y 4 días).
      - Aniversario de San Vicente.[8]Además, es el Día de su Santo Patrono, San Vicente de Paúl.
Fundación: 27 de septiembre de 1961 (hace ya 63 años, 10 meses y 4 días).

- Bélgica:
  - Día de la Comunidad francesa de Bélgica.

- Chile:
  - Día del Donante.
  - Día del Odontólogo.

- México:
  - Consumación de la Independencia en 1821.

- República Dominicana:
  - Día Nacional de la Biblia.

- Venezuela:
  - Día del Contador Público.

### Santoral católico

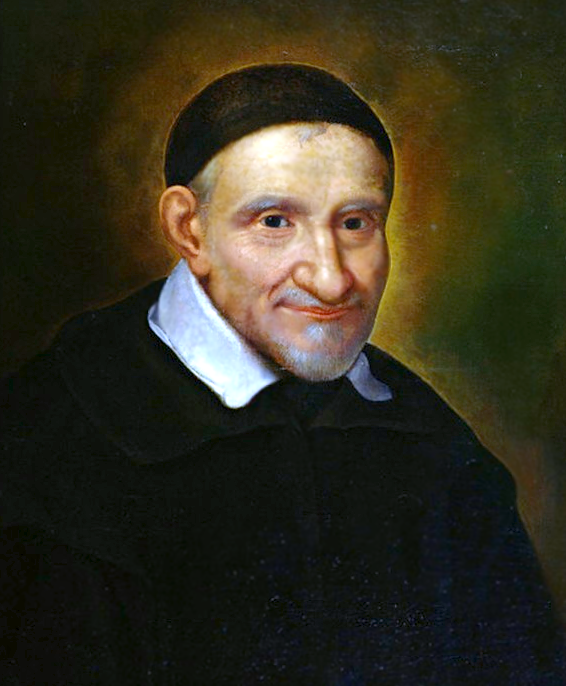
San Vicente de Paúl.

- San Vicente Paúl, presbítero y fundador (f. 1660);[9]
- San Cayo de Milán, obispo (s. III);
- Santos Florentino e Hilario de Sedunum, mártires (s. V);
- Santa Hiltrudis de Liesse, virgen (f. 800);
- Santos Adolfo y Juan de Córdoba, mártires (f. 825);
- San Bonfilio de Foligno, obispo (f. 1115);
- San Elzearo de Sabran (f. 1323);
- Beato Lorenzo de Ripafratta, presbítero (f. 1456);
- Beato Juan Bautista Laborier du Vivier, diácono y mártir (f. 1794);
- Beatos José Fenollosa Alcayna y Fidel Climent Sanchís, mártires (f. 1936);
- Beatas Francisca Javiera Fenollosa Alcayna y Herminia Martínez Amigó, mártires (f. 1936).

 Por países
(Por orden alfabético)
- España:
  - Celebran fiesta o feria las siguientes poblaciones:
    - Albalate de Zorita: Guadalajara: Fiesta en honor a la Santa Cruz.
    - Aldehuela de Calatañazor (Calatañazor, Soria)
    - Alguaire (Lérida): Fiesta en honor de San Saturnino.
    - Alpens (Barcelona). Fiesta mayor.
    - Bagües (Zaragoza): Fiesta en honor de la Virgen de la Paruela.
    - Binissalem (Baleares): Fiesta de la Vendimia.
    - Brión (La Coruña): Fiesta de Santa Minia
    - Canet de Adri (Gerona): Fiesta mayor
    - Cartagena (Murcia): Fiestas de Carthagineses y Romanos
    - Castroserna de Abajo (Segovia): Fiesta en honor de la Virgen de los Remedios.
    - Padul (Granada): Feria Real de Ganado y Fiestas.
    - Encio (Burgos).
    - Grisaleña (Burgos).
    - Jaraba (Zaragoza): Fiesta en honor de San Vicente.
    - Las Quintanillas (Burgos): Fiesta de San Facundo y San Primitivo.
    - Matavenero y Poibueno (Torre del Bierzo. León): Fiestas del aniversario del asentamiento del pueblo.
    - Matute de Almazán (Matamala de Almazán, Soria): Fiestas patronales en honor a la Virgen de la Carrera.
    - Mayorga (Valladolid): Fiestas en honor a Santo Toribio Alfonso de Mogrovejo.
    - Mosarejos (Recuerda, Soria).
    - Mozota (Granada): Fiestas en honor de los Santicos (Los Santicos son: San Benito, San Celestino, San Constantino, Santa Victoria, Santa Faustina y Santa Modesta).
    - Órgiva (Granada): Reales ferias y fiestas.
    - Palomares del Campo (Cuenca): Fiestas patronales en honor del Cristo de la Paz.